# Ненад Антонијевић
Ненад Антонијевић (4. новембар 1969, Београд) српски је историчар који се бави историјом Србије и српског народа у савременом добу, са посебним тежиштем на проучавању жртава рата, геноцида и холокауста у Другом светском рату.

## Биографија
Дипломирао на катедри за Историју Југославије, на Филозофском факултету у Београду. Студент је докторских студија на истој катедри, са докторском тезом „Ратни злочини на Косову и Метохији 1941-1945. године“. Завршио је семинар Међународне школе за студије холокауста у музеју Јад Вашем у Јерусалиму јануара 2008. године.
Радио је као професор историје у X београдској гимназији. Од марта 1996, ради у Музеју жртава геноцида, као кустос-истраживач. Јуна 2008. године стекао је звање вишег кустоса.
Учесник је пројекта прикупљања сведочења о холокаусту „Шоа“ („Shoah“) фондације из Лос Анђелеса, коју је основао филмски редитељ Стивен Спилберг. Учесник је пројекта „Култура сјећања и памћења“ студената историје Филозофског факултета у Бањој Луци и Удружења грађана „Нефеш Хаја“ (Nefesh Haya) из Бање Луке.

## Изабрана библиографија
Библиографија Ненада Антонијевића обухвата значајан број научних радова и стручних прилога.
Посебна издања
- Антонијевић, Ненад (2004). Албански злочини над Србима на Косову и Метохији за време Другог светског рата: Документа Државне комисије за утврђивање злочина окупатора и њихових помагача (1. изд.). Крагујевац-Београд: Музеј жртава геноцида.
  - Антонијевић, Ненад (2009). Албански злочини над Србима на Косову и Метохији у Другом светском рату: Документа (PDF) (2. допуњено изд.). Крагујевац-Београд: Музеј жртава геноцида.

Чланци у часописима и зборницима
- Antonijević, Nenad (1997). „Akta policije i suda NDH u Banjaluci iz 1941. i 1942.”. Jasenovac, sistem ustaških logora smrti. Beograd: Muzej žrtava genocida; Stručna knjiga. стр. 31—41.
- Antonijević, Nenad (2002). „Arhivska građa o ljudskim gubicima na Kosovu i Metohiji u Drugome svetskom ratu” (PDF). Dijalog povjesničara-istoričara. 5: 465—480. Архивирано из оригинала 14. 06. 2007. г. Приступљено 24. 04. 2023. Непознати параметар |arhiviranjeURL= игнорисан [|arhiviranjeurl= се препоручује] (помоћ); Пронађени су сувишни параметри: |arhiviranjeURL= и |archive-url= (помоћ); Пронађени су сувишни параметри: |arhiviranjedatum= и |archive-date= (помоћ); Пронађени су сувишни параметри: |pristupdatum= и |access-date= (помоћ)
- Antonijević, Nenad (2002). „Ustaški stožernik Ivo Rojnica i njegova uloga u zločinima u Dubrovniku 1941. godine” (PDF). Dijalog povjesničara-istoričara. 6: 335—350. Архивирано из оригинала 14. 06. 2007. г. Приступљено 24. 04. 2023. Непознати параметар |arhiviranjeURL= игнорисан [|arhiviranjeurl= се препоручује] (помоћ); Пронађени су сувишни параметри: |arhiviranjeURL= и |archive-url= (помоћ); Пронађени су сувишни параметри: |arhiviranjedatum= и |archive-date= (помоћ); Пронађени су сувишни параметри: |pristupdatum= и |access-date= (помоћ)
- Antonijević, Nenad (2004). „Stradanje srpskog i crnogorskog civilnog stanovništva na Kosovu i Metohiji 1941. godine” (PDF). Dijalog povjesničara-istoričara. 8: 355—369. Архивирано из оригинала 14. 06. 2007. г. Приступљено 24. 04. 2023. Непознати параметар |arhiviranjeURL= игнорисан [|arhiviranjeurl= се препоручује] (помоћ); Пронађени су сувишни параметри: |arhiviranjeURL= и |archive-url= (помоћ); Пронађени су сувишни параметри: |arhiviranjedatum= и |archive-date= (помоћ); Пронађени су сувишни параметри: |pristupdatum= и |access-date= (помоћ)
- Антонијевић, Ненад (2005). „Албански злочини над Србима у италијанској зони на Косову и Метохији у Другом светском рату”. Геноцид у 20. веку на просторима југословенских земаља. Крагујевац-Београд: Музеј жртава геноцида, Институт за новију историју Србије. стр. 157—166.
- Антонијевић, Ненад (2005). „Томислав Мерчеп - пример некажњеног злочина над Србима 1991. године”. Република Српска Крајина: Десет година послије. 2. Београд: Добра воља. стр. 175—181.
- Antonijević, Nenad (2008). „Albanski zločini nad Srbima na Kosovu i Metohiji u periodu jun-oktobar 1999” (PDF). Istorija 20. veka: Časopis Instituta za savremenu istoriju. 26 (1): 157—164. Архивирано из оригинала (PDF) 21. 08. 2016. г. Приступљено 03. 09. 2017.
- Антонијевић, Ненад (2008). „Холокауст на Косову и Метохији и његов контекст (Holocaust in the area of Kosovo and the Metohija during World War II and its context)” (PDF). Израелско-српска научна размена у проучавању холокауста: Israeli-Serbian Academic Excange in Holocaust Research. Београд: Музеј жртава геноцида. стр. 395—424.
- Антонијевић, Ненад; Ћирић, Јован (2008). „Геноцид”. Енциклопедија српског народа. Београд: Завод за уџбенике. стр. 224—225.
- Antonijević, Nenad (2009). „Kidnapped Serbs and Other Non-Albanians in the Territory of the Autonomous Province of Kosovo and the Metohija from 1998/89 to 2002 and Their Fate - Information” (PDF). Istorija 20. veka: Časopis Instituta za savremenu istoriju. 27 (1): 201—204.
- Антонијевић, Ненад (2009). „Страдање Срба и других неалбанаца на Косову и Метохији (1998-2006)” (PDF). Прилози истраживању злочина геноцида и ратних злочина: Зборник радова. Београд: Музеј жртава геноцида. стр. 157—247.
- Антонијевић, Ненад (2012). „Немачки затвори у Косовској Митровици (1941-1944)” (PDF). Истраживања и меморијализација геноцида и ратних злочина: Зборник радова. Београд: Музеј жртава геноцида. стр. 113—127.
- Антонијевић, Ненад (2014). „Српско-албански односи у Косовском округу 1941. године у контексту немачко-италијанских интереса”. Срби и рат у Југославији 1941. године: Тематски зборник радова. Београд: Институт за новију историју Србије. стр. 355—373.
- Антонијевић, Ненад (2014). „Страдање Срба и Српске православне цркве на Косову и Метохији у Другом светском рату”. Српски народ од Сарајевског атентата до Хашког трибунала. Београд: Удружење Срба из Хрватске. стр. 138—144.
- Антонијевић, Ненад (2016). „Ратни злочини на Косову и Метохији 1943. и 1944. године”. Косово и Метохија у Другом светском рату: Седам деценија касније. Косовска Митровица: Филозофски факултет Универзитета у Приштини. стр. 135—154.
- Антонијевић, Ненад (2017). „Рат НАТО-а против Савезне Републике Југослае, 24. март-10. јун 1999: Цивилне жртве и материјална разарања” (PDF). Годишњак за истраживање геноцида. 9: 217—239.
- Antonijević, Nenad (2019). „Negativni istorijski revizionizam o Drugom svetskom ratu u današnjoj Republici Hrvatskoj”. Opasnost istorijskog revizionizma: Zbornik radova. Beograd: Fakultet za poslovne studije i pravo. стр. 47—62.
- Антонијевић, Ненад (2021). „Јован Мирковић (1943-2020): биобиблиографија” (PDF). Годишњак за истраживање геноцида. 13 (1): 233—238.

Изложбе и каталози
- Истина – Косово и Метохија / The Truth – Kosovo and Metohija, каталог на српском и енглеском језику, децембар 2006.
- Антонијевић, Ненад; Ђорђевић, Ненад; Тадић, Лука (2009). Страдање Срба под окупацијом на Косову и Метохији 1941-1944 (Sufferings of the Serbs under occupation in Kosovo and the Metohija 1941-1944). Крагујевац-Београд: Музеј жртава геноцида.
- Холокауст на Косову и Метохији / Holocaust in the area of Kosovo and the Metohija, дигитална изложба (коаутор Лука Тадић).
- Губим Невино Свој Живот Због Неваљали и Проклети Људи: Злочини геноцида и ратни злочини против цивилног становништва на југословенским просторима 1941-1945. године (са документарних фотографија)/I`m losing my Life Because of Wicked and Cursed People, The Crime of Genocide and War Crimes Against Civilian Population in the Yugoslav Territory 1941-1945 (with documentary photographs), аутори Јован Мирковић, Јасмина Тутуновић-Трифунов, Ненад Антонијевић, Драган Цветковић, Лука Тадић, каталог изложбе, Београд 2011.